# Badia Pozzeveri
Badia Pozzeveri (Badìa Pozzéveri, pronuncia /baˈdia poʦˈʦeveri/) è una frazione del comune italiano di Altopascio, nella provincia di Lucca, in Toscana.
La frazione prende origine dalla abbazia camaldolese di San Pietro che per secoli operò in questa zona. La presenza dell'abbazia faceva sì che il paese fosse una tappa dei pellegrini che percorrevano la Via Francigena nel tratto tra Lucca ed Altopascio.

## Storia
Il primo documento scritto che parla di questo territorio è datato all'incirca al 952: un trasferimento di proprietà che interessava un luogo coperto di boschi e alcune zone limitrofe, oltre alla zona di Pozzeveri. Il successivo documento relativo a Pozzeveri si ha dopo circa novanta anni e precisamente nel 1039, dove si parla di un inizio di accentramento del Burgo de Poctieuli. Durante questo periodo nella "Tuscia", Toscana, si verificò l'incastellamento delle maggiori "curtes", corti e "villae"; per difesa contro le ricorrenti incursioni ungare e saracene.
Molte "curtes" durante questo periodo subirono il fenomeno dell'incastellamento quali: Moriano, Pietrabuona, e Santa Maria a Monte; nel secolo successivo si cinsero anche Vivinaria (l'attuale Montecarlo), Porcari e Fucecchio. Badia in questo periodo non subì alcun processo di incastellamento, non essendo che superfici boscose e acquitrini; fino alla donazione di Donnuccio: "in cui vengono cedute due chiese edificate poco fuori Porcari, inoltre vennero ceduti anche alcuni fondi rustici. Questi rappresentano i primi dati riguardo all'accentramento di un borgo Poctieuli. La presenza di due chiese ravvicinate può doversi al fatto che la popolazione era carente; probabilmente l'edificazione delle chiese fu "pro remedio animae" o per altri interessi.

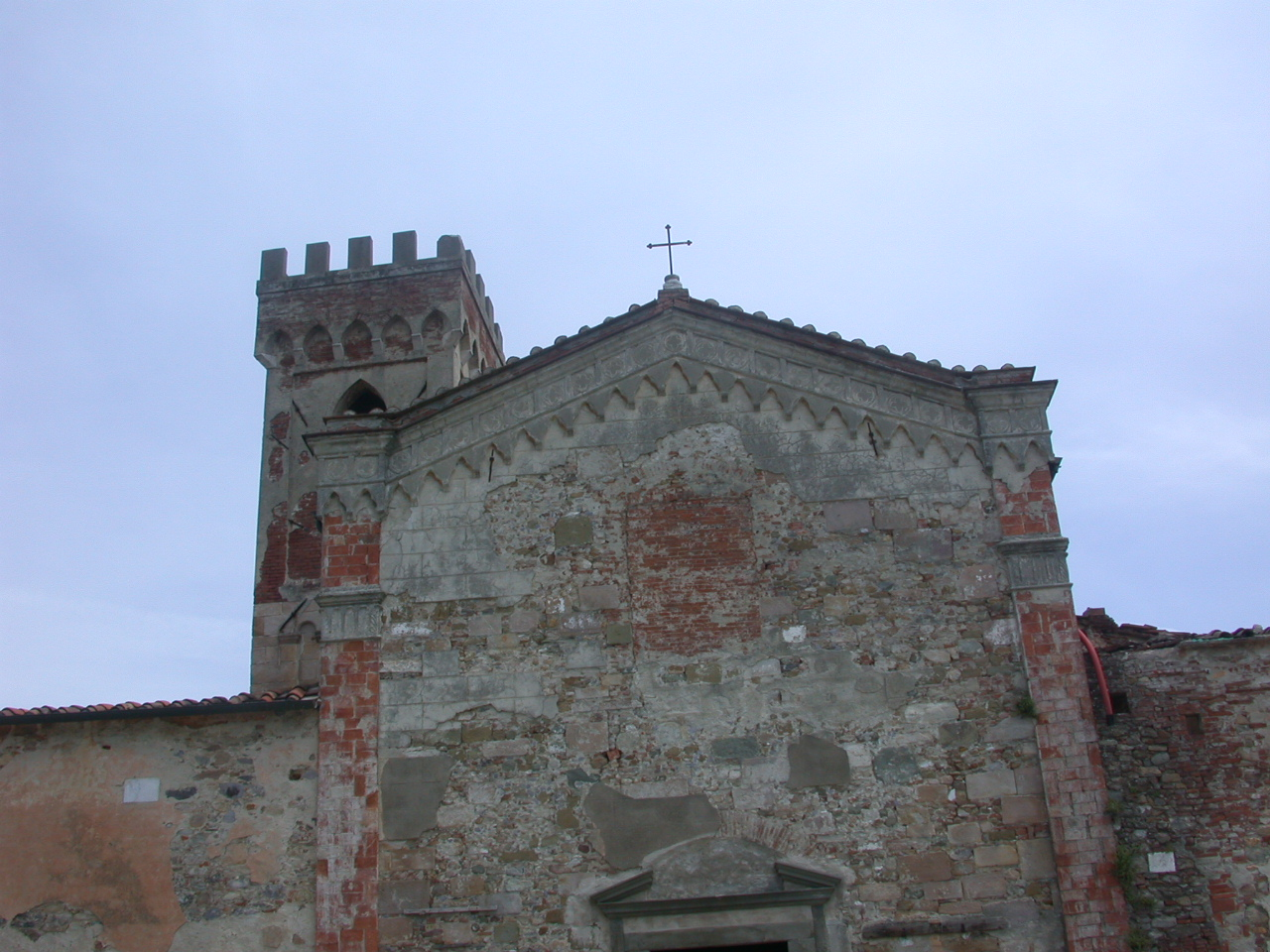
Dettaglio della torre

L'ultimo documento che mostra la presenza del borgo è datato anno 1044; successivamente non si accenna più a Poctieuli. In questo periodo sicuramente è accaduto un fenomeno di spopolamento, a cui si cercherà di porre freno dando vita ad un centro monastico che per quasi quattro secoli, e dal XV secolo in poi sarà faro della vita religiosa e civile dei territori limitrofi. Per un breve periodo, presso Pozzeveri, fu sperimentata la canonica, che però si estinse; probabilmente con la morte dei sacerdoti che vi abitavano e per mancanza di seguaci; fatto sta che si trasformò in monastero con ordine monastico benedettino. Il monastero era al riparo dai rumori del mondo, in posizione ideale al raccoglimento e alla preghiera; vicino alla strada primaria che consentiva agevoli contatti con Lucca.
Dall'estate 2011 l'area archeologica intorno all'antica chiesa abbaziale è diventata la sede delle lezioni e delle esercitazioni pratiche del Master in Bioarcheologia, Paleopatologia ed Antropologia Forense, tenuto dalle università di Bologna, Pisa e Milano, e della Field School Pozzeveri in Medieval Archaeology and Bioarchaeology, una scuola internazionale che ospita 80 studenti, specializzandi e dottorandi prevalentemente americani, ma anche di altre nazioni. Nel dicembre 2013 la rivista statunitense Science ha dedicato la copertina e un lungo editoriale ai risultati dei primi tre anni di scavi e nell'agosto 2014 la trasmissione Superquark ha trasmesso un servizio sull'applicazione della Bioarcheologia e della Paleopatologia alla ricostruzione dello "stile di vita" della comunità medievale afferente all'abbazia.
Il sito è stato oggetto di scavi dal 2011 al 2024, scavi che hanno evidenziato che l'incremento demografico della gine del 1200 nell'Occidente e, soprattutto, nella penisola italiana, fu soddisfatto con la coltura del miglio e altri cereali minori su nuove terre.